# Ligeia, dossiers sur l'art
Ligeia, dossiers sur l’art est une revue d’art fondée à Paris en avril 1988 par l'historien et critique italien Giovanni Lista, qui, en 2018, continue de l’éditer et de la diriger. Elle paraît deux fois par an, sous la forme de numéros quadruples d'environ 250 pages.

## Historique
Dans l’éditorial du premier numéro, Giovanni Lista écrit : 

« Repenser la modernité multiple et contradictoire de notre présent, réaffirmer le sens de notre passé en termes d’histoire, interroger à nouveau les mots et les images de nos origines, telle est la tâche qu’il faudra donner à notre réflexion commune. Il m’a semblé que rien ne saurait mieux emblématiser le contenu de ce programme que l’image mythique de la sirène. »

Le nom de la revue se réclame en effet de la sirène grecque Ligeia dont le mythe, cité par Platon, Aristote et Virgile, a été illustré ou évoqué par de nombreux poètes et écrivains à travers les siècles, de Lycophron de Chalcis à Fernando Pessoa, d’Edgar Allan Poe à Tomasi di Lampedusa.

En se référant à ce mythe, Giovanni Lista affirme : 

« En grec Ligeia veut dire "celle qui a la voix claire". Qu’elle traite des tendances de l’art actuel, ou qu’elle soulève des débats de société à travers l’art et son histoire, c’est d’abord à cet engagement de clarté que la revue répondra. »

La revue change sa maquette originelle en octobre 1994, mais elle maintient sa formule éditoriale : une section intitulée « actualités et débats » suivie d’un « dossier » qui est souvent confié à un spécialiste du thème traité.